# نشرة هواة جمع الطوابع البريطانية
نشرة هواة جمع الطوابع البريطانية، كانت هي النشرة الرسمية للبريد الملكي التي تستهدف مجتمع هواة جمع الطوابع.
كانت النشرة تقدم معلومات مفصلة عن إصدارات الطوابع البريطانية المستقبلية، كما كانت تتضمن مقالات عن الإصدارات السابقة من هواة جمع الطوابع المشهورين.

## خلفية تاريخية
نُشرت النشرة لأول مرة في سبتمبر 1963، بعد وقت قصير من تشكيل مكتب هواة جمع الطوابع في 1 مايو، وكانت النشرة شهرية منذ البداية تقريبًا. كانت الطبعات الأولى عبارة عن منشورات بسيطة، مكتوبة على ورق المكتب بحجم A4. تم إنتاج الطبعات اللاحقة بشكل احترافي بالألوان بحجم A5. وقد نُشرت في الأصل بواسطة مكتب البريد العام ثم بواسطة البريد الملكي. تمتلك الجمعية الملكية لهواة جمع الطوابع في لندن (RPSL) أرشيفاً كاملاً لهذه المطبوعة وفهرسها متاح على الإنترنت.
وقد صدر العدد الأخير من النشرة في شهر أغسطس 2022، ليكتمل بذلك المجلد التاسع والخمسون.

## المحررون
كانت المحررة في الوقت الذي أغلقت فيهِ النشرة كلوي تاك. وكان المحرر الثمين هو تيم نوبل. وقد عمل هواة جمع الطوابع جون هولمان كمحرر من عام 1988 إلى عام 2010، وبعد ذلك تولت كاثرين رايلي زمام الأمور. وكان من بين المحررين السابقين ويليام دوهرتي وفرانك لانجفيلد وآرتشي بيج وفرانك برينش وجون ميموت وتشارلز غوين ودوغلاس موير.

## نشرة ختم البريد
وصدرت نشرة شقيقة منذ عام 1971 تُعرف باسم نشرة ختم البريد. توفر هذه النشرة دليلاً للعلامات البريدية التذكارية البريطانية القادمة.

## روابط خارجية
- Royal Mail British Philatelic Bulletin
- Royal Mail British Philatelic Bulletin Subscriptions
- Royal Mail British Philatelic Bulletin Archive showing every issue since September 1963